# Lestidae
Los léstidos (Lestidae) son una familia de odonatos zigópteros de tamaño mediano a grande (40 a 75 mm), con el cuerpo esbelto y las patas finas. Ambos sexos tienen la cabeza alargada transversalmente y los ojos separados. Ambos pares de alas tienen forma y venación similares, y son transparentes, con estigma grande.

## Machos y hembras
Los machos tienen la cabeza azul y el tórax celeste, azul oscuro o verde con brillo metálico ; algunas especies presentan bandas claras en los costados. El abdomen es largo y delgado, de color azul o verde con brillo metálico. 
Las hembras presentan un color pardo o verde oscuro con brillo metálico; su abdomen es más corto y grueso que el de los machos y está provisto de ovipositor.

## Lestidae en el mundo
En Costa Rica se encuentran dos géneros: Lestes, con cinco especies, todas de tamaño mediano, alrededor de los 4 cm, y Archilestes, con tres especies de 6 cm o más  de longitud. El hábitat preferido de cada género es diferente. Los ejemplares de Lestes se encuentran en charcas y pantanos en áreas abiertas, en tanto que los de Archilestes prefieren quebradas en bosque húmedo. Archilestes grandis, la especie más común de la familia en Costa Rica, habita en quebradas a veces muy contaminadas en potreros u otras áreas abiertas. Su modo de volar es lento; generalmente se posan en ramas verticales o vegetación emergente con las alas parcialmente abiertas, manteniendo el cuerpo vertical o muy inclinado hacia atrás. Los machos de Archilestes latialatus son territoriales y permanecen durante un mes o más en el mismo territorio, usando inclusive la misma percha todos los días. En ambos géneros de léstidos la hembra permanece enganchada al macho mientras desova. Las hembras insertan los huevos con el ovipositor en los tallos de la vegetación acuática emergente, a una altura de 20 cm o más.
En Chile se conoce un único representante de esta familia, Lestes undulatus.

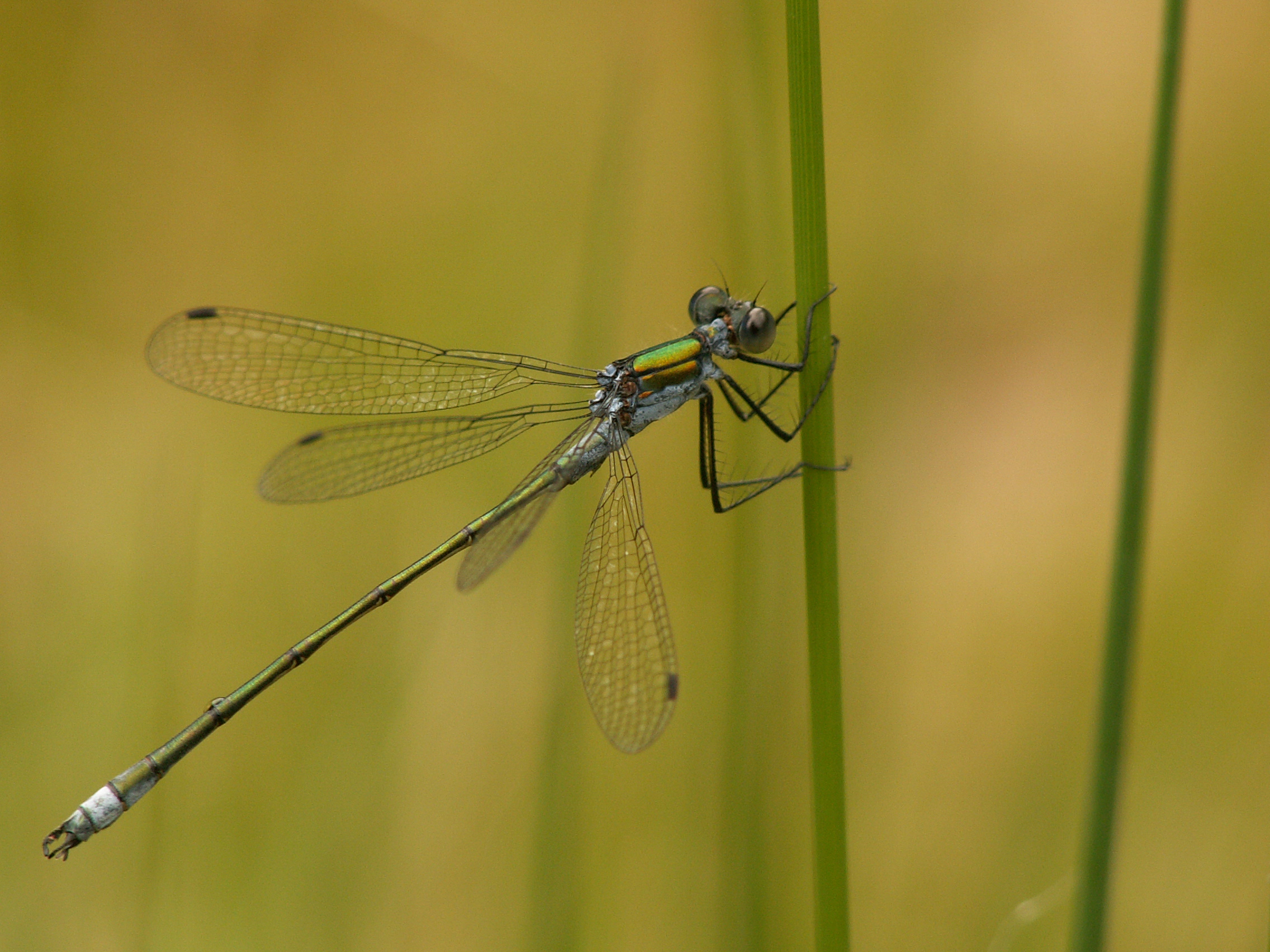
Lestes dryas macho en postura de alas desplegadas.

En la península ibérica, existen tres géneros de esta familia: Lestes, con cinco representantes, Lestes barbarus, Lestes dryas, Lestes macrostigma, Lestes sponsa y Lestes virens, Chalcolestes, con un solo representante,  Chalcolestes viridis, y Sympecma, con un solo representante, Sympecma fusca.